# (17509) Ikumadan
(17509) Ikumadan es un asteroide perteneciente al cinturón de asteroides descubierto el 4 de mayo de 1992 por Tsutomu Seki desde el Observatorio de Geisei (Geisei, Japón).

## Designación y nombre
Designado provisionalmente como 1992 JR, posteriormente fue nombrado por el director de orquesta Ikuma Dan (1924–2001), nieto del financiero Takuma Dan, fue un miembro destacado de la Academia de Arte de Japón. Compuso sinfonías, canciones y óperas, incluida la célebre Yūzuru (La grulla vespertina).

## Características orbitales
Ikumadan está situado a una distancia media del Sol de 2,318 ua, pudiendo alejarse hasta 2,910 ua y acercarse hasta 1,727 ua. Su excentricidad es 0,255 y la inclinación orbital 8,123 grados. Emplea 1289,23 días en completar una órbita alrededor del Sol.

## Características físicas
La magnitud absoluta de Ikumadan es 14,40. Tiene 3,535 km de diámetro y su albedo se estima en 0,246. 